# Île Baranof

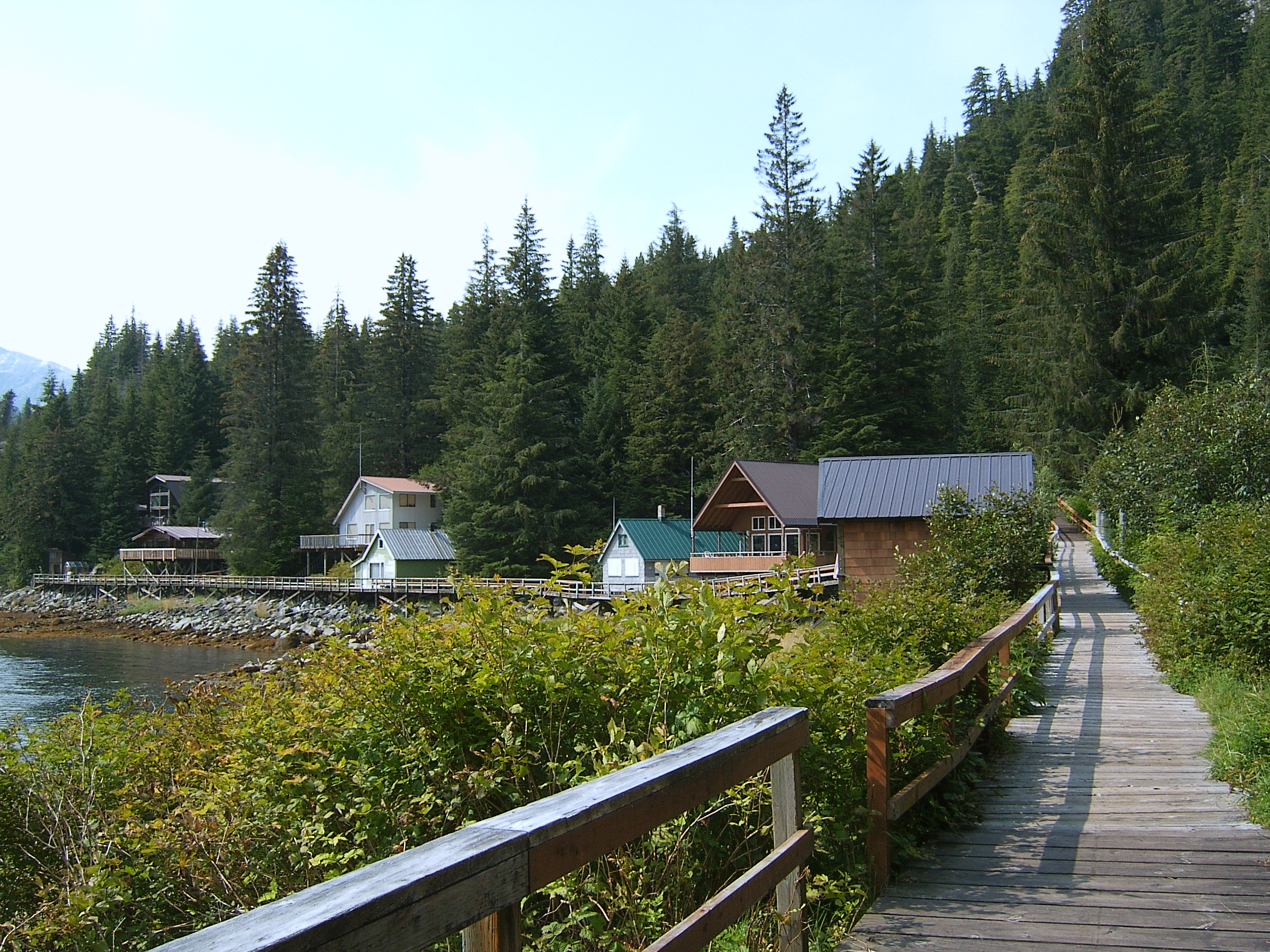
Les sources thermales de Baranov.

Pour les articles homonymes, voir Baranof et Sitka.
L'île Baranof, aussi appelée île Sitka est une des îles de l'archipel Alexandre dans l'Alaska du Sud-Est. On trouve aussi les graphies île Baranov, et île Sitcha (dans des textes du XVIIIe siècle). Elle était appelée Sheet’-ká X'áat'l (souvent simplement réduit à Shee) par les indiens Tlingits. C'est l'une des îles ABC.

## Géographie
Elle a une superficie de 4 103,47 km2, soit à peu près la celle de l'État du Delaware, et mesure 160 km de long pour 48 km de large dans sa plus grande largeur. L'île Baranof est la plus montagneuse des îles de l'archipel Alexandre et la 8e plus grande île de l'Alaska (137e plus grande île au monde). Sa population est de 8 532 habitants selon le recensement de 2000.
La presque totalité de l'île fait partie de la ville et du borough de Sitka (ce borough s'étend aussi au nord de l'île Chichagof). Seul une petite bande (9,75 km2) à l'extrême sud-est de l'île est rattachée à la région de recensement de Wrangell-Petersburg, et inclut Port Alexander (81 habitants). Les villages de Baranof Warm Springs, Port Armstrong et Port Walter sont situés sur la partie orientale de l'île. Celui de Goddard, aujourd'hui abandonné, se trouve environ 25 km au sud de Sitka.
Port Walter est la région où les précipitations sont les plus élevées en Alaska, avec environ 6 100 mm.

## Histoire
Le premier établissement européen sur l'île fut créé en 1799 par Alexandre Baranov, responsable puis premier gouverneur de la Compagnie russe d'Amérique, dont l'île et l'archipel tirent leur nom. L'île Baranof devient le centre de l'activité russe en Amérique du Nord de 1804 à 1867 (date du rachat de l'Alaska par les États-Unis) et est le principal centre des intérêts russes dans le commerce de la fourrure.
Vers 1900, l'île connait une petite activité minière, principalement autour de Sitka et sur le côté nord de l'île, vers Rodman Bay. Des conserveries, des stations de chasse à la baleine et des fermes d'élevage de renards s'implantent alors tout autour de l'île, la plupart seront abandonnées lors du déclenchement de la Seconde Guerre mondiale. Les ruines de ces diverses installations sont encore visibles de nos jours. 
En 1939, le  rapport Slattery sur le développement de l'Alaska, du nom du sous-secrétaire américain à l'Intérieur de l'époque Harry Slatter, préconisait de faire de l'île une des zones d'implantation pour l'immigration mais ce rapport ne fut jamais mis en œuvre. 

## Économie
Les pêcheries et le tourisme sont les principales ressources de Baranof, connue pour ses ours bruns et ses cerfs de Sitka, une sous-espèce du cerf à queue noire (cerf que l'on trouve dans le nord-ouest de l'Amérique du Nord).
Il existe aussi trois écloseries de saumon sur l'île. 
L'Île Baranof possède un aéroport (Seaplane Base, code AITA : BNF).